# Mîndîc, Drochia
Mîndîc (Livădeni între anii 1965-1992) este un sat din raionul Drochia, Republica Moldova.
La nord de sat, pe malul stâng al râului Cubolta, este amplasat izvorul din satul Mîndîc, o arie protejată din categoria monumentelor naturii de tip hidrologic. La 6 km de sat, este amplasată o altă arie protejată, din categoria monumentelor de arhitectură peisagistică, și anume parcul din satul Mîndîc, în care se găsește monumentul de arhitectură conacul familiei Ohanowicz.

## Istorie

### Atestare
Satul Mândâc, din ținutul Sorocii, este atestat documentar pentru prima dată într-un hrisov data cu 11 martie 1631, moșia aparținând boierului Gheorghe Moțoc, în timpul domniei lui Moise Movilă:
„Suretul ispisocului de la Moise Movilă voievod din leat 7139 <1631>, martie 11.

Precum au venit înaintea noastră și înaintea boierilor noștri sluga noastră, Gheorghe Moțoc, și fratele său Vasile, și surorile lor Anghelina și Magda, și Artimia, și nepoții lor, Irina, și Cârstâna, și Nastea, feciorii Sestrii, și a Măricăi, și cu mare jalobă, și cu multe mărturii, slugi domnești, și oameni buni bătrâni și tineri, și megieși de primprejur, întracest chip au mărturisit, cu dresă și întărituri, ce au avut pe a lor drepte ocină și moșii, pe sat Mândâc, ce este în ținutul Sorocii, pe pârâul Coboltii, cu heleșteie și mori, și pe satul Șura, iar pe acel pârâu, pe din jos de Mândâc, iarăși cu heleșteie și mori, și pe satul Voloșca, din sus de Mândac, tot pe Cobolta, cu heleșteie și cu mori, și cu apărături, cu loc de pădure, ….”

### În componența Țării Moldovei
La 14 mai 1638, domnul Moldovei Vasile Lupu reconfirmă boierilor Gheorghi Moțoc vornic și fratelui său Vasile, moșia satului Mândâc, cu heleșteie și mori, din ispisocul primit de la Moise Movilă.
Apoi satul apare apare într-un document din 25 martie 1671 prin care Vasile Moțoc, din Mândic, vinde lui Ilie Moțoc, pitar partea lui din satul Șolcani, ținutul Soroca, cu 15 lei bătuți. Martori ai tranzacției au fost Prodan, Dămian vătaful și alții din Horodiște, Mândic și Tilișăuca.
La 20 octombrie 1742, medelnicereasa Catrina, soția lui Neculai Pârvu, primește carte de stăpânire pentru moșiile satelor Mândâc și Cobolta, din ținutul Soroca. Din anul 1766 proprietar ale celor două moșii devine târgovețul Costea Avram.
La recensământul fiscal realizat la ordinul administrației militare ruse în 1772, satul Mândâcul Vechi făcea parte din ocolul Câmpului de Sus, ținutul Soroca, moșia era deținută de negustorul Costea Avram. În total în fost indicate 37 gospodării, inclusiv: birnici - 2 familii de romi, eliberați de bir - 2 familii de preoți, 30 familii de țărani moldoveni; 1 familie de sârbi. Locuitorii Mândâcului Vechi întrețineau cu cai și căruțe punctul poștal din Căinari, transportau militari și muniții, fiind scutiți de bir.
În anul 1774 recensământul este repetat și sunt notate 42 case, inclusiv: 1 gospodărie de preot, 1 gospodărie de dascăl, 1 gospodărie de vătav, 1 gospodărie de văduvă și 38 de gospodării de țărani servitori ai poștei din Căinari. Asemenea recensământului precedent, moșia este stăpânită de către negustorul Costea Avram.
Conform Condicii liuzilor (oamenilor) din 1803 satul Mândâcul Vechiu era în posesia lui Petrache Petrovici, 63 de gospodării plăteau birul anual în valoare de 1612 lei. În Mândâcul Nou erau 21 de gospodării care plăteau 512 lei anual. 

### Perioadă țaristă
La recensământul din anul 1817, în satul Mândâcul Vechi, au fost înregistrați 2 preoți, 1 văduvă de preot, 2 dascăli, 1 pălămar. Existau 87 de gospodării, 7 văduve, 47 burlaci, în total birnici: 139 bărbați (capi de familie) și 8 femei. Moșia satului aparținea lui Petrache Petrovici și cuprindea 600 fălci de fânaț, 600 fălci de pășune, 600 fălci de pământ arabil, 80 fălci – vatra satului, 2 heleșteie și 2 mori de apă pe râul Cubolta. În cătunul de lângă Mândâcul Vechi erau 36 de gospodării birnice și 16 burlaci, moșia satului era alcătuită din 800 fălci de fânaț, 700 fălci de pășuni, 60 fălci pământ arabil și 50 fălci de tufiș.
În satul Mândâcul Nou au fost înscriși 1 preot, 1 dascăl și 1 pălămar. Birnicii numărau 48 de gospodării, 2 gospodării văduve și 14 burlaci. Jumătate de moșie aparținea comisului Alexandru Panainte și cealaltă jumătate – lui Petrache Petrovici. Vatra satului avea o suprafață de 35 de fălci, fânaț - 300 fălci, pășuni – 600 fălci, pământ arabil 600 fălci, erau 2 heleșteie și mori pe râul Cubolta.
În anul 1859 în sat erau 158 de curți, 497 bărbați, 433 femei, 1 biserică ortodoxă și o fabrică de spirt. În Noul Mândâc (numit și Slonina) erau 20 curți, 46 bărbați și 41 femei.
În 1879 moșier al pământurilor satului este atestat Kaetan Oganovici (Ohanowicz) care a construit un conac înconjurat de un parc impresionant de 16 hectare.
Zamfir Arbore, în Dicționarul geografic al Basarabiei apărut în 1902, descrie localitatea în felul următor: Mândâc, sat în județul Soroca, volostea Târnova, așezat în valea Cuboltei, pe țărmul stâng al râulețului Cubolta. Un drum vecin merge de la Maramonouca spre Ghizdita, de pe linia căii ferate Ocnița-Bălți. Satul mai poartă și numele de Vechiul-Mândâc. Lângă sat este un heleșteu. Dealul dinspre nord-est are o înălțime de 100 stânji deasupra nivelului mării. Are 192 case, cu o populație de 1274 suflete, biserică, școală elementare rusă, 497 vite mari.

### În cadrul României Mari
Anuarul Eparhiei Chișinăului și Hotinului editat în anul 1922 consemnează în satul Mendâc biserica Sfântul Arhanghel Mihail, zidită din piatră la 1888, și 600 de gospodării de naționalitate română. De parohia locală aparținea și satul Slănina, amplasat la 1 km distanță. În calitate de preot la biserică slujea preotul paroh Petre Taban, pe atunci de 54 ani, absolvent al seminarului teologic, în serviciu sacru din 1890, pe loc din 1917. Cântăreț era Ioan Grigoriță, de 42 ani, fiind în serviciu sacru la aceeași biserică începând cu anul din 1908.
Dicționarul statistic al Basarabiei din 1923 oferă următoarele repere geografice: Valea lui Stoian, hârtopul Ciuntului, lacul Satului, pârâul Cubolta. Au fost numărate 618 clădiri locuite și 18 clădiri părăsite. Populația a fost estimată la 3040 locuitori, inclusiv 1514 bărbați și 1526 femei. În Mândâc activau 1 cooperativă agricolă, 3 cârciumi, 6 grădini de zarzavat, 2 mori de apă, gospodărie boierească (3 case locuite și 1 casă părăsită). De asemenea, funcționau 1 școală primară mixtă, biserică ortodoxă, post de poliție, primărie și agenție fiscală.
Structura etnică a populației în 1930
     Români (91,5%)
     Ruși (5,7%)
     Evrei (1,1%)
     Polonezi (0,6%)
     Alte etnii (1,1%)
În anul 1924 primarul satului Mândâc era Sârbu Chirică, notar – Receanu Vladimir. În domeniul educației, învățător a fost Dominte T., învățătoare – Gherbanovschi Elena, Grigoriță Alexandra. Servicii de comerț erau oferite de 3 cârciumari: Cojocaru Teodor, Șfaiter Leibu și Țurcanu Procopie. În sat a fost înregistrat 1 tâmplar: Palu Simion. Pe teritoriul satului funcționa fabrica de spirt „Mândâc”, una dintre cele mai mari din Basarabia. Proprietari mari de terenuri au fost Coh Iorcos (91 desetine), Ogonovici Cailon (186 desetine) și Ogonovici Pavel (94 desetine).
În 1925 a fost realizată unificarea administrativă a întregului teritoriu României și satul Mândâc devine reședința comunei cu același nume care cuprindea localitățile Dragoș-Vodă, Drochia-Sat, Mihnea-Vodă, Moara-Nouă, Șalvirii-Vechi și Slănina. Comuna Mândâc este inclus în plasa Târnova, județul Soroca. La mijlocul anilor 1920 satul avea 2886 locuitori.
În 1929, odată cu venirea la putere a național-țărăneștilor, delimitarea administrativă a țării suferă noi modificări. În componența comunei Mândâc rămân satele Mândâc, Dragoș-Vodă, Drochia-Sat și Slănina, și este inclusă în plasa Climăuți, județul Soroca.
La recensământul din anul 1930, în satul Mândâc au fost înregistrați 3093 locuitori, inclusiv români - 2831 persoane; germani - 5 persoane; ruși - 177 persoane; ruteni - 10 persoane; polonezi - 20 persoane; evrei - 35 persoane și 15 romi.
În perioada interbelică, în Mândâc activau 6 băcănii (Besciastnâi Macarie, Besciastnâi Spiridon, Gondelman Ihil, Grâu Teodor, Maslov Iulian, Maslov Vasile, Sișcov Petre, Vasiliev Teodor); 4 cârciumi (Cojocariu Teodor, Conisescu Procopie, Serapnic Nichifor, Șvaițer Lelba); 2 cizmari (Grosu T., Mișcovschi Petre), 1 croitor (Gabia Șmil), 1 dogar (Molodoi Filip); 5 fierari (Ciobotaru Gh. Ion, Cuțulschi Victor, Cușciuc Ștefan, Cviatcovschi Grigore, Grișca Trofan), 5 grădinari (Cernețchi Iulius, Chistruga D., Conișescu Procope, Grosu Dumitru, Țurcanu Procope); 1 rotar (Baranețchi Petre); 2 sobari (Lesnic Ion Petre, Prudnic Artiom), 2 mori (Iosif Gottlieb, Munt Ludvig); Fabrica de spirt „Mândâc”, societate în nume colectiv; 3 agriculturi (Koch Stanislav, Ohanovici Caetan, Ohanovici Pavel, Receanu Ioan, Rotaru Timofte). În satul Slănina (în cadrul comunei Mândâc) activa 1 școală primară.
Următoarea reorganizare administrativă se produce în august 1938, după instaurarea dictaturii regelui Carol al II-lea. Plasa Târnova este restabilită în cadrul județul Soroca, în care a fost inclusă comuna Mândâc. Tot atunci, sunt înființate ținuturile care grupează mai multe județe, Soroca fiind inclusă în ținutul Prut cu reședința la Iași.

### Anii celui de-al Doilea Război Mondial
La recensământul din anul 1941 au fost înregistrați 3366 de locuitori și 806 clădiri (inclusiv Patrașcani).
În 1942 satul Mândâc era centrul administrativ al comunei omonime.

### Perioada sovietică
La 23 ianuarie 1965, satul Mândâc a fost redenumit în Livădeni și satul Slănina - în Lozeni. 
La 29 septembrie 1970, satul Lozeni din raionul Drochia este comasat cu Livădeni, raionul Dondușeni.
În anul 1979, colhozul „Biruința” din Livădeni a livrat produse agricole în valoare de 3,4 mln. ruble sovietice, realizate - 4,2 mln ruble, inclusiv, culturi tehnice - 1945 mln ruble; zootehnia - 1090 mln ruble; fructe - 538 mn ruble; culturi legumicole - 71 mln ruble. Venitul net al gospodării a constituit 890 mii ruble. În cadrul colhozului activa asociația piscicolă „Cubolta” și deținea 26 de autocamioane.
La recensământul din anul 1989, au fost numărați 4109 de locuitori, inclusiv 4041 moldoveni, 44 ucraineni, 18 ruși și 6 persoane de alte etnii.

### După declararea independenței Republicii Moldova
În data de 14 ianuarie 1995, a fost publicată în Monitorul Oficial, Legea nr. 306 din 07.12.1994 privind organizarea administrativ-teritorială a Republicii Moldova, în care satul Mîndîc reprezint unitate administrativ-teritorială în cadrul raionul Dondușeni.
În anul 1998, în Republica Moldova se desfășoară o reformă administrativ-teritorială, prin care raioanele sunt desființate, fiind înlocuite cu județe. Satul Mîndîc este inclus în județul Soroca.
În 2003, se revine la împărțirea în raioane a teritoriului Republicii Moldova, satul Mîndîc fiind inclus în raionul Drochia.

## Administrație și politică
Componența Consiliului local Mîndîc (11 consilieri), ales la 5 noiembrie 2023, este următoarea:
|  | Partid                                        | Consilieri | Componență | Componență | Componență | Componență | Componență | Componență | Componență | Componență |
|  | --------------------------------------------- | ---------- | ---------- | ---------- | ---------- | ---------- | ---------- | ---------- | ---------- | ---------- |
|  | Partidul Acțiune și Solidaritate              | 8          |            |            |            |            |            |            |            |            |
|  | Partidul Social Democrat European             | 1          |            |            |            |            |            |            |            |            |
|  | Partidul Socialiștilor din Republica Moldova  | 1          |            |            |            |            |            |            |            |            |
|  | Partidul Dezvoltării și Consolidării Moldovei | 1          |            |            |            |            |            |            |            |            |

## Simboluri
Descrierea stemei: Scut fasciat, de hermină și roșu, de șase piese, cu o spadă răsturnată de aur broșând, flancată la dextra de o ancoră și la senestra de doi crapi de Mândâc în fascie, unul sub altul, cel de jos conturnat, și prinși de capetele aceleiași sfori, toate de asemenea de aur și broșând. Scutul timbrat de o coroană sătească de aur.
Drapelul satului Mândâc reprezintă o pânză pătrată fasciată, alb și roșu, în șase brâie, purtând în mijloc o spadă răsturnată galbenă broșând.

## Demografie

### Structura etnică
Structura etnică a satului:
| Grup etnic         | Recensământ 2004 | Recensământ 2004 | Recensământ 2014 | Recensământ 2014 |
| Grup etnic         | Persoane, loc.   | Ponderea, %      | Persoane, loc.   | Ponderea, %      |
| ------------------ | ---------------- | ---------------- | ---------------- | ---------------- |
| Moldoveni / Români | 3.346            | 98,35            | 2.824            | 98,00            |
| Ucraineni          | 22               | 0,65             | 28               | 0,97             |
| Ruși               | 18               | 0,53             | 19               | 0,66             |
| Romi               | 8                | 0,24             | 6                | 0,21             |
| Găgăuzi            | 1                | 0,03             | 0                | -                |
| Alții              | 7                | 0,21             | 5                | 0,16             |
| Total              | 3.402            | 100%             | 2.882            | 100              |

## Personalități
- Dorin Recean (n. 17 martie 1974) - politician, prim-ministrul Republicii Moldova (2023-).
- Grigore Rusu (n. 9 aprilie 1936 – d. 26 aprilie 2020) - actor, regizor, profesor universitar, cercetător științific și istoric teatral din Republica Moldova.
- Ion Moraru (n. 9 martie 1929 – d. 9 octombrie 2019, Bălți, Republica Moldova) - unul din fondatorii grupului antisovietic Sabia Dreptății și a fost prizonier politic în Uniunea Sovietică.
- Nicolae Roibu (n. 5 ianuarie 1958) - scriitor, membru al Uniunii Scriitorilor din Moldova.
- Valentin Ciobanu (arhimandrit Vasile) (n. 2 martie 1968) - duhovnic la mai multe mănăstiri din Republica Moldova, membru al Uniunii Jurnaliștilor din Moldova.